# Oldenlandia longifolia
Oldenlandia longifolia är en måreväxtart som beskrevs av Dc.. Oldenlandia longifolia ingår i släktet Oldenlandia och familjen måreväxter.
Artens utbredningsområde är Franska Guyana. Inga underarter finns listade i Catalogue of Life.